# جون س. ماك
جون س. ماك (بالإنجليزية: John C. Mack)‏ هو مصور أمريكي، ولد في 7 ديسمبر 1976 في نيويورك في الولايات المتحدة.